# カール・メストリク

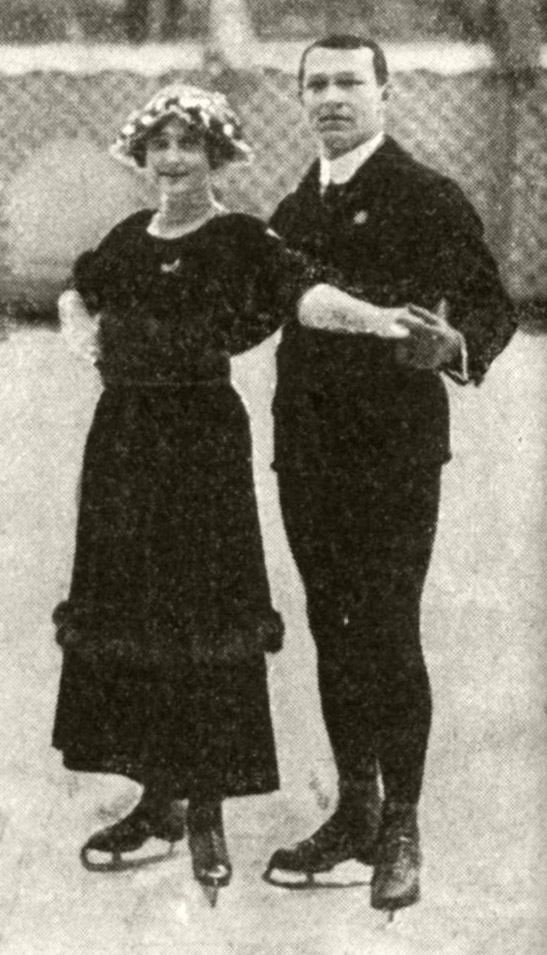
カール・メストリクとヘレーネ・エンゲルマン（1912年）

カール・メストリク（Karl Mejstrik）は、オーストリア出身のフィギュアスケート選手。1913年世界フィギュアスケート選手権ペアチャンピオン。パートナーはヘレーネ・エンゲルマン。

## 経歴
- 1913年世界フィギュアスケート選手権優勝。
- 1914年世界フィギュアスケート選手権2位。
- 第一次世界大戦勃発により競技会中止が続く。
- 競技会再開後、パートナーであったヘレーネ・エンゲルマンはアルフレート・ベルガーとペアを組み1924年シャモニーオリンピックで金メダルを獲得ことになる。

## 主な戦績
| 大会/年    | 1912-13 | 1913-14 |
| ---------- | ------- | ------- |
| 世界選手権 | 1       | 2       |